# José, Duque de Saxe-Altemburgo
José, Duque de Saxe-Altemburgo (27 de agosto de 1789 - 25 de novembro de 1868) foi Duque de Saxe-Altemburgo de 1834 a 1848.

## Família
José era o segundo filho do duque Frederico de Saxe-Altemburgo e da sua esposa, a duquesa Carlota Jorgina de Mecklemburgo-Strelitz, contudo, o seu irmão mais velho, também chamado Jorge, morreu com apenas alguns meses de idade, ainda antes do seu nascimento e, por isso, quando o seu pai morreu em 1834, foi ele que herdou o ducado.
Os avós paternos de José eram o duque Ernesto Frederico III de Saxe-Hildburghausen e a princesa Ernestina de Saxe-Weimar. Os seus avós maternos eram o grão-duque Carlos II e a condessa Frederica de Hesse-Darmstadt.
Entre as suas tias maternas encontravam-se a duquesa Luísa de Mecklemburgo-Strelitz, rainha-consorte da Prússia pelo seu casamento com o rei Frederico Guilherme III e a duquesa Frederica de Mecklemburgo-Strelitz, rainha-consorte de Hanôver pelo seu casamento com o rei Ernesto Augusto I.

## Reinado
Em 1814, José e o seu irmão Jorge lutaram do lado dos aliados contra a França nas Guerras Napoleónicas. Mais tarde José foi elevado a general-major nos serviços da Saxónia.
Construiu vários edifícios em Altemburgo, mas o seu governo era considerado demasiado conservador e resistente à reforma e, por isso, José foi forçado a abdicar em favor do seu irmão Jorge durante as revoluções de 1848.

## Casamento e descendência
José casou-se no dia 24 de abril de 1817, em Kirchheim unter Teck, com a princesa Amélia de Württemberg, uma filha do duque Luís de Württemberg. Juntos tiveram seis filhas:
1. Alexandrina Maria (14 de abril de 1818 - 9 de janeiro de 1907), casada no dia 18 de fevereiro de 1843 com o rei Jorge V de Hanôver.
2. Paulina Frederica Henriqueta Augusta (24 de novembro de 1819 - 11 de janeiro de 1825).
3. Henriqueta Frederica Teresa Isabel (9 de outubro de 1823 - 3 de abril de 1915).
4. Isabel (26 de março de 1826 - 2 de fevereiro de 1896), casada no dia 10 de fevereiro de 1852 com o grão-duque Pedro II de Oldemburgo.
5. Alexandra (adoptou o nome Alexandra Iosifovna após o casamento) (8 de julho de 1830 - 6 de julho de 1911), casada no dia 11 de setembro de 1848 com o grão-duque Constantino Nikolaevich da Rússia.
6. Luísa (4 de junho de 1832 - 29 de agosto de 1833).

## Genealogia
| José, Duque de Saxe-Altemburgo | Pai: Frederico, Duque de Saxe-Altemburgo      | Avô paterno: Ernesto Frederico III, Duque de Saxe-Hildburghausen | Bisavô paterno: Ernesto Frederico II, Duque de Saxe-Hildburghausen |
| José, Duque de Saxe-Altemburgo | Pai: Frederico, Duque de Saxe-Altemburgo      | Avô paterno: Ernesto Frederico III, Duque de Saxe-Hildburghausen | Bisavó paterna: Carolina de Erbach-Fürstenau                       |
| José, Duque de Saxe-Altemburgo | Pai: Frederico, Duque de Saxe-Altemburgo      | Avó paterna: Ernestina Augusta de Saxe-Weimar                    | Bisavô paterno: Ernesto Augusto I, Duque de Saxe-Weimar-Eisenach   |
| José, Duque de Saxe-Altemburgo | Pai: Frederico, Duque de Saxe-Altemburgo      | Avó paterna: Ernestina Augusta de Saxe-Weimar                    | Bisavó paterna: Sofia Carlota de Brandemburgo-Bayreuth             |
| José, Duque de Saxe-Altemburgo | Mãe: Carlota Jorgina de Mecklemburgo-Strelitz | Avô materno: Carlos II, Grão-Duque de Mecklemburgo-Strelitz      | Bisavô materno: Carlos Luís Frederico de Mecklemburgo-Strelitz     |
| José, Duque de Saxe-Altemburgo | Mãe: Carlota Jorgina de Mecklemburgo-Strelitz | Avô materno: Carlos II, Grão-Duque de Mecklemburgo-Strelitz      | Bisavó materna: Isabel Albertina de Saxe-Hildburghausen            |
| José, Duque de Saxe-Altemburgo | Mãe: Carlota Jorgina de Mecklemburgo-Strelitz | Avó materna: Frederica de Hesse-Darmstadt                        | Bisavô materno: Jorge Guilherme de Hesse-Darmstadt                 |
| José, Duque de Saxe-Altemburgo | Mãe: Carlota Jorgina de Mecklemburgo-Strelitz | Avó materna: Frederica de Hesse-Darmstadt                        | Bisavó materna: Maria Luísa de Leiningen-Falkenburg-Dagsburg       |